# Apple TV+
Apple TV+ je americká placená streamovací služba, kterou vlastní a provozuje společnost Apple Inc. Byla spuštěna 1. listopadu 2019 a nabízí výběr filmů a televizních seriálů z původní produkce pod názvem Apple Originals. Služba byla oznámena během Apple Special Event v březnu 2019, kde se na pódiu objevili tvůrci projektů Apple TV+, mezi nimi Jennifer Anistonová, Oprah Winfreyová a Steven Spielberg.
Služba je dostupná na webových stránkách společnosti Apple a prostřednictvím aplikace Apple TV, která je dostupná pro mnoho zařízení Apple a některé hlavní konkurenční přehrávače digitálních médií, včetně některých modelů chytrých televizorů a herních konzolí. Přístup je součástí předplatného Apple One. Většina obsahu je k dispozici s podporou prostorového zvuku Dolby Vision 5 a Dolby Atmos.
Na začátku roku 2020 měla Apple TV+ slabý růst a nízký počet předplatitelů ve srovnání s konkurenčními službami. V polovině téhož roku začala společnost Apple licencovat starší televizní pořady a filmy ve snaze přilákat a udržet si diváky pro svůj původní obsah.
Mezi zářím 2021 a březnem 2022 získala Apple TV+ cenu Primetime Emmy za vynikající komediální seriál Ted Lasso a Oscara za nejlepší film V rytmu srdce, jehož vítězství znamenalo první vítězství v kategorii nejlepší film pro film distribuovaný streamovací službou.
Historicky nejsledovanějším titulem na Apple TV+ se v roce 2023 stal film Plán pro rodinu.